# Kramim
Kramim är en kibbutz i södra Israel som grundades 1980. Kibbutzen ligger en kilometer väster om Meitar. På kibbutzen odlas pitaya och andra exotiska frukter. De har också en hönsfarm och odlar potatis, morötter, vitlök, peppar och vete i samaarbete med kibbutzerna Lahav och Shomria.

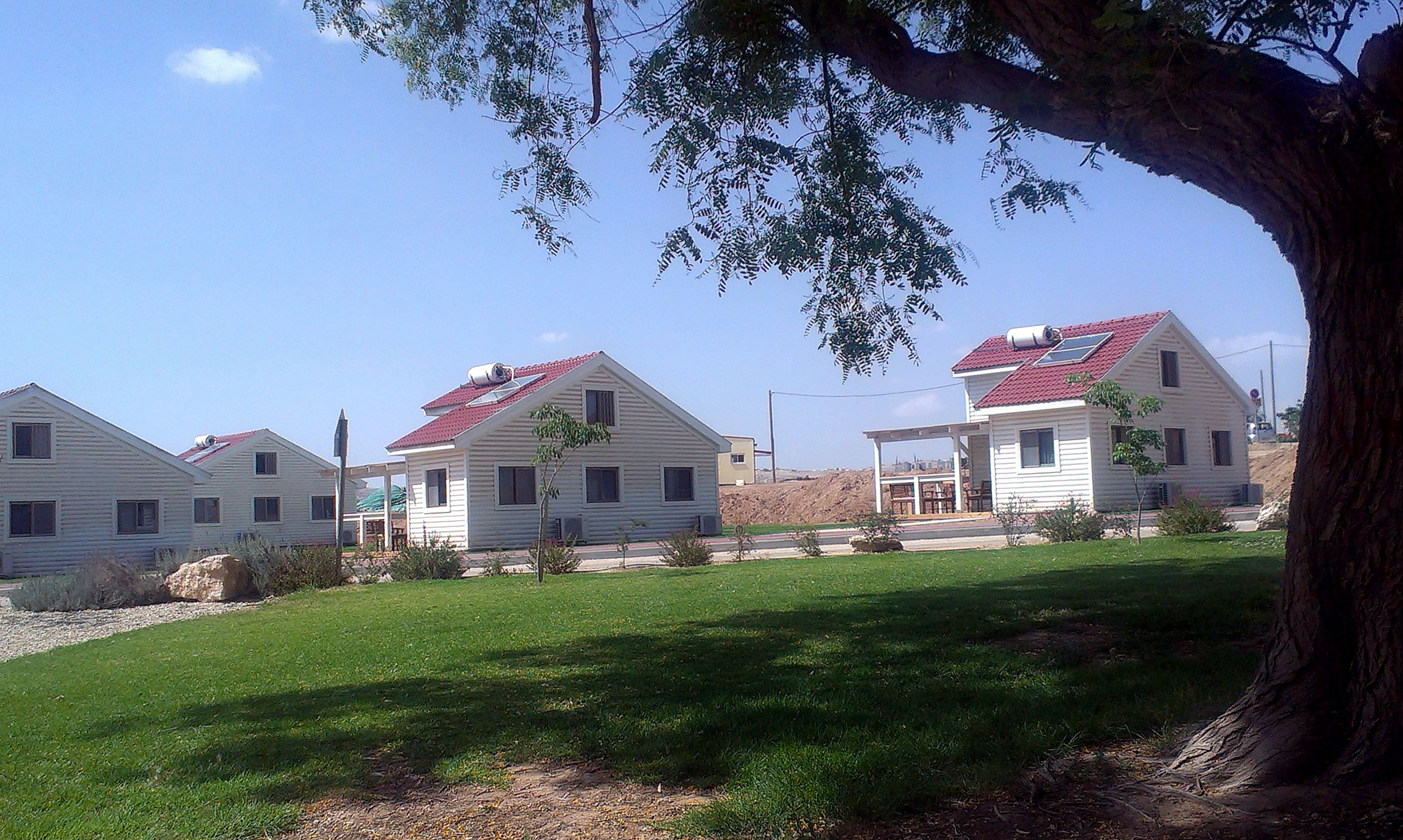
Kramim